# The Very Beast of Dio
The Very Beast of Dio – drugi oficjalny album kompilacyjny amerykańskiego zespołu heavymetalowego Dio, zawierający największe hity grupy nagrane w latach 1983-1994. W 2012 roku wydano część drugą kompilacji, pt. The Very Beast of Dio Vol. 2.

## Lista utworów
1. "Stand Up and Shout" - 3:19
2. "Holy Diver" – 5:54
3. "Rainbow in the Dark" – 4:16
4. "Straight Through the Heart" – 4:36
5. "We Rock" – 4:35
6. "The Last in Line" – 5:47
7. "Mystery" – 3:58
8. "King of Rock and Roll" - 3:52
9. "Sacred Heart" – 6:28
10. "Hungry for Heaven" – 4:11
11. "Rock 'N' Roll Children" - 4:33
12. "Man on the Silver Mountain" (na żywo) – 2:29
13. "Dream Evil" – 4:29
14. "I Could Have Been a Dreamer" - 4:44
15. "Lock Up the Wolves" – 8:34
16. "Strange Highways" - 6:53

## Twórcy
- Ronnie James Dio - śpiew, keyboard
- Vivian Campbell - gitara
- Craig Goldy - gitara
- Rowan Robertson - gitara
- Tracy G – gitara
- Jimmy Bain - gitara basowa
- Jeff Pilson – gitara basowa, keyboards
- Vinny Appice - perkusja
- Simon Phillips - perkusja
- Claude Schnell - keyboard
- Jens Johansson - keyboard
- Jason Zwingelberg - trójkąt